# Случановські
Случановські (рос. Случановские) — український старшинський, пізніше дворянський рід.

## Походження
Нащадки Федора Случановського, знатного військового товариша (кінець XVII — початок XVIII ст.).

## Опис герба
В блакитному полі золотий півмісяць, що супроводжується зверху трьома золотими зірками: 1 і 2, а знизу двома мечами а андріївський хрест.
Щит увінчаний дворянським нашоломником і короною. Нашоломник: три страусиних пера. Намет на щиті червоний, підкладений сріблом.

### Старий герб
В справі №821 архіву чернігівського дворянського зібрання зберегалась копія старого гербу 1777 р., що належав стародубському полковому сотнику Афанасію Случановському. На щиті зображений меч. Навколо щита літери «А. С. С.», що означають «Афанасій Случановський, сотник полковий».

## Представники
- Случановський, Андрій Іванович — український військовий діяч, офіцер армії РІА, пізніше співробітник військових міністерств Української держави і УНР.